# Liste des monuments classés de Forest
Cet article recense le patrimoine immobilier protégé à Forest. Le patrimoine immobilier protégé fait partie du patrimoine culturel en Belgique.
|    | Le bien                                                              | Date de clas.     | Année     | Architecte           | Style                     | Adresse                                                                                             | Coordonnées                 | ID          | Photo |
| -- | -------------------------------------------------------------------- | ----------------- | --------- | -------------------- | ------------------------- | --------------------------------------------------------------------------------------------------- | --------------------------- | ----------- | ----- |
| 1  | Abbaye de Forest                                                     | 8 septembre 1994  | 1764      | Laurent-Benoît Dewez | Classicisme               | Rue des Abbesses, Chaussée de Bruxelles, Boulevard de la Deuxième Armée Britannique,                | 50° 48′ 35″ N, 4° 19′ 01″ E | 2322-0014/0 |       |
| 2  | Ancien château d'eau                                                 | 1er octobre 1998  | 1904      |                      | Architecture industrielle | Rue Marconi 167                                                                                     | 50° 49′ 01″ N, 4° 20′ 30″ E | 2322-0025/0 |       |
| 3  | Ancien cinéma Kursaal                                                | 15 mai 1997       | 1928      | Masure               | Art déco                  | Rue de Hal 11                                                                                       | 50° 48′ 33″ N, 4° 18′ 49″ E | 2322-0028/0 |       |
| 4  | Ancienne Brasserie Wielemans-Ceuppens - immeuble de bureaux          | 20 juillet 1993   | 1930      | Adrien Blomme        | Architecture industrielle | Avenue Van Volxem 366 - 368                                                                         | 50° 49′ 34″ N, 4° 19′ 35″ E | 2322-0017/1 |       |
| 5  | Ancienne Brasserie Wielemans-Ceuppens                                | 20 juillet 1993   |           | Adrien Blomme        | Art déco                  | Avenue Van Volxem 354 - 364                                                                         | 50° 49′ 29″ N, 4° 19′ 34″ E | 2322-0017/0 |       |
| 6  | Anciens Etablissements La Magnéto Belge                              | 10 septembre 1998 | 1941      | Léon Guiannotte      | Art déco                  | Rue Marconi 123 - 127                                                                               | 50° 49′ 05″ N, 4° 20′ 32″ E | 2322-0035/0 |       |
| 7  | Châtaignier (Castanea sativa)                                        | 13 juillet 2006   |           |                      | Arbre remarquable         | Dreve des Vendanges 27                                                                              | 50° 48′ 25″ N, 4° 19′ 17″ E | 2322-0044/0 |       |
| 8  | Cinéma Movy Club                                                     | 27 mars 1997      | 1930      | Frédéric Leroy       | Art déco                  | Rue des Moines 21                                                                                   | 50° 49′ 36″ N, 4° 19′ 55″ E | 2322-0027/0 |       |
| 9  | Domaine de la Magnanerie                                             | 16 juillet 1998   |           |                      | Parc                      | Avenue du Domaine, Avenue Minerve                                                                   | 50° 48′ 37″ N, 4° 19′ 45″ E | 2322-0020/0 |       |
| 10 | Ecole communale n° 4 (école en couleur ou école Rodenbach)           | 12 février 1998   | 1905      | Henri Jacobs         | Art nouveau               | Rue Rodenbach 37 - 39                                                                               | 50° 49′ 10″ N, 4° 20′ 39″ E | 2322-0033/0 |       |
| 11 | École de Berkendael et son jardin                                    | 26 mars 1998      | 1899      | Louis De Rijcker     | Eclectisme                | Rue Berkendael 70 - 72                                                                              | 50° 49′ 03″ N, 4° 20′ 55″ E | 2322-0023/0 |       |
| 12 | Église des Pères Barnabites                                          | 7 mars 1996       | 1905      | Léopold Pepermans    | Néo-gothique              | Avenue Brugmann 119 - 121                                                                           | 50° 49′ 08″ N, 4° 21′ 01″ E | 2322-0031/0 |       |
| 13 | Église Saint-Augustin                                                | 8 août 1988       | 1936      | A. Watteyne          | Art déco                  | Place Altitude Cent                                                                                 | 50° 49′ 00″ N, 4° 20′ 12″ E | 2322-0011/0 |       |
| 14 | Église Saint-Denis de Forest                                         | 21 décembre 1936  | 1200-1800 |                      | Gothique                  | Chaussee de Bruxelles 26                                                                            | 50° 48′ 40″ N, 4° 19′ 04″ E | 2322-0001/0 |       |
| 15 | Ensemble de maisons Art nouveau                                      | 30 janvier 1997   | 1904      | Ernest Blerot        | Art nouveau               | Avenue Brugmann 120 - 124                                                                           | 50° 49′ 04″ N, 4° 21′ 03″ E | 2322-0034/0 |       |
| 16 | Ensemble de trois immeubles Art nouveau                              | 28 juin 2001      | 1908-1910 | Paul Vizzavona       | Art nouveau               | Avenue Brugmann 176 - 178, Avenue Molière 177 - 179                                                 | 50° 48′ 57″ N, 4° 20′ 59″ E | 2071-0026/0 |       |
| 17 | Érable de Colchide (Acer cappadocicum) et 3 hêtres (Fagus sylvatica) | 3 septembre 2009  |           |                      | Arbre remarquable         | Avenue Brugmann 118                                                                                 | 50° 49′ 05″ N, 4° 21′ 03″ E | 2322-0051/0 |       |
| 18 | Gare de Forest-Midi                                                  | 24 septembre 2015 | 1862      | Auguste Payen        | Néo-classicisme           | Place de la Station                                                                                 | 50° 49′ 05″ N, 4° 21′ 03″ E | 2322-0016/1 |       |
| 19 | Hêtre à feuilles laciniées                                           | 24 mai 2012       |           |                      | Arbre remarquable         | Avenue Besme 22                                                                                     | 50° 49′ 13″ N, 4° 20′ 11″ E | 2322-0055/0 |       |
| 20 | Hêtre pourpre (Fagus sylvatica f. purpurea)                          | 22 décembre 2005  |           |                      | Arbre remarquable         | Avenue Van Volxem 164                                                                               | 50° 49′ 05″ N, 4° 19′ 29″ E | 2322-0039/0 |       |
| 21 | Hôtel Danckaert                                                      |                   | 1922      | Jean-Baptiste Dewin  | Art déco                  | Rue Meyerbeer 29 - 33                                                                               | 50° 48′ 54″ N, 4° 20′ 44″ E | 2322-0058/0 |       |
| 22 | Hôtel de maître Beaux-Arts et son jardin (maison Vandekerckhove)     | 5 mars 1998       | 1911      | Henri Van Massenhove | Beaux-Arts                | Avenue du Roi 164 - 166                                                                             | 50° 49′ 35″ N, 4° 20′ 05″ E | 2322-0019/0 |       |
| 23 | Hôtel Philippot                                                      | 1er juin 1987     |           |                      | Maison                    | Avenue Molière 153 - 155                                                                            | 50° 48′ 58″ N, 4° 20′ 52″ E | 2322-0010/0 |       |
| 24 | Hôtel Rizzo                                                          | 30 août 2012      | 1909      | Paul Picquet         | Néo-Renaissance           | Avenue Molière 139                                                                                  | 50° 48′ 58″ N, 4° 20′ 50″ E | 2322-0056/0 |       |
| 25 | Immeuble logements sociaux                                           | 6 novembre 1997   | 1901      | Léon Govaerts        | Art nouveau               | Rue Marconi 32                                                                                      | 50° 49′ 12″ N, 4° 20′ 37″ E | 2322-0032/0 |       |
| 26 | Maison Art nouveau                                                   | 23 février 2006   | 1903      | Alphonse Boelens     | Art nouveau               | Avenue Besme 103                                                                                    | 50° 49′ 16″ N, 4° 20′ 25″ E | 2322-0043/0 |       |
| 27 | Maison Art nouveau                                                   | 23 février 2006   | 1905      |                      | Art nouveau               | Avenue du Mont Kemmel 6                                                                             | 50° 49′ 19″ N, 4° 20′ 28″ E | 2322-0040/0 |       |
| 28 | Maison communale de Forest                                           | 22 octobre 1992   | 1934-1938 | Jean-Baptiste Dewin  | Art déco                  | Rue du Cure 2                                                                                       | 50° 48′ 40″ N, 4° 19′ 08″ E | 2322-0015/0 |       |
| 29 | Maison Dubois                                                        | 20 juillet 1972   | 1907      | Victor Horta         | Art nouveau               | Avenue Brugmann 80                                                                                  | 50° 49′ 09″ N, 4° 21′ 06″ E | 2322-0002/0 |       |
| 30 | Maison personnelle et atelier du peintre et sculpteur Louise de Hem  | 9 octobre 1997    | 1902-1905 | Ernest Blerot        | Art nouveau               | Rue Darwin 15 - 17                                                                                  | 50° 49′ 06″ N, 4° 21′ 06″ E | 2322-0030/0 |       |
| 31 | Maison personnelle de l'architecte Arthur Nelissen                   | 23 février 2006   | 1906      | Arthur Nelissen      | Art nouveau               | Avenue du Mont Kemmel 5                                                                             | 50° 49′ 19″ N, 4° 20′ 28″ E | 2322-0036/0 |       |
| 32 | Maison personnelle de Jean-Baptiste Dewin                            | 8 novembre 2007   | 1905      | Jean-Baptiste Dewin  | Art nouveau               | Avenue Molière 151                                                                                  | 50° 48′ 58″ N, 4° 20′ 52″ E | 2322-0038/0 |       |
| 33 | Maison Trois Fontaines                                               | 15 février 1996   | 1900      |                      | Néo-Renaissance flamande  | Chaussee de Neerstalle 327                                                                          | 50° 48′ 07″ N, 4° 18′ 59″ E | 2322-0018/0 |       |
| 34 | Parc de Forest                                                       | 4 juin 1973       |           |                      | Parc                      | Avenue des Villas, Place de Rochefort, Avenue du Mont Kemmel, Avenue Reine Marie-Henriette          | 50° 49′ 23″ N, 4° 20′ 13″ E | 2322-0003/0 |       |
| 35 | Parc de la villa des Trois fontaines                                 | 17 septembre 1992 |           |                      | Parc                      | Chaussee de Neerstalle 323 - 327                                                                    | 50° 48′ 08″ N, 4° 18′ 51″ E | 2322-0013/0 |       |
| 36 | Parc Duden                                                           | 26 octobre 1973   |           |                      | Bois et parc forestier    | Avenue Gabriel Faure, Avenue Victor Rousseau, Chaussee de Bruxelles, Rue du Mystere, Avenue Jupiter | 50° 48′ 37″ N, 4° 19′ 03″ E | 2322-0004/0 |       |
| 37 | Parc Jacques Brel                                                    | 17 juin 1993      |           |                      | Bois et parc forestier    | Avenue Kersbeek 254 - 270                                                                           | 50° 48′ 09″ N, 4° 19′ 19″ E | 2322-0012/0 |       |
| 38 | Parc Jupiter                                                         | 26 mars 1998      |           |                      | Parc                      | Avenue Jupiter, Avenue Gabriel Faure, Avenue Besme                                                  | 50° 49′ 10″ N, 4° 20′ 10″ E | 2322-0022/0 |       |
| 39 | Prison de Forest                                                     | 2 avril 2015      |           | A.f. Bouckaert       | Néo-Renaissance flamande  | Avenue de la Jonction 50 - 52                                                                       | 50° 49′ 13″ N, 4° 20′ 57″ E | 2322-0053/0 |       |
| 40 | Stade Joseph Marien                                                  | 11 février 2010   | 1922      | Albert Callewaert    | Art déco                  | Chaussee de Bruxelles 221 - 227                                                                     | 50° 49′ 04″ N, 4° 19′ 46″ E | 2322-0037/1 |       |